# Tomaschhorod
Tomaschhorod (ukrainisch Томашгород; russisch Томашгород/Tomaschgorod, polnisch Tomaszgród) ist eine Siedlung städtischen Typs in der Oblast Riwne im Nordwesten der Ukraine in einem Waldgebiet etwa 10 Kilometer nordwestlich der ehemaligen Rajonshauptstadt Rokytne und 94 Kilometer nordöstlich der Oblasthauptstadt Riwne.

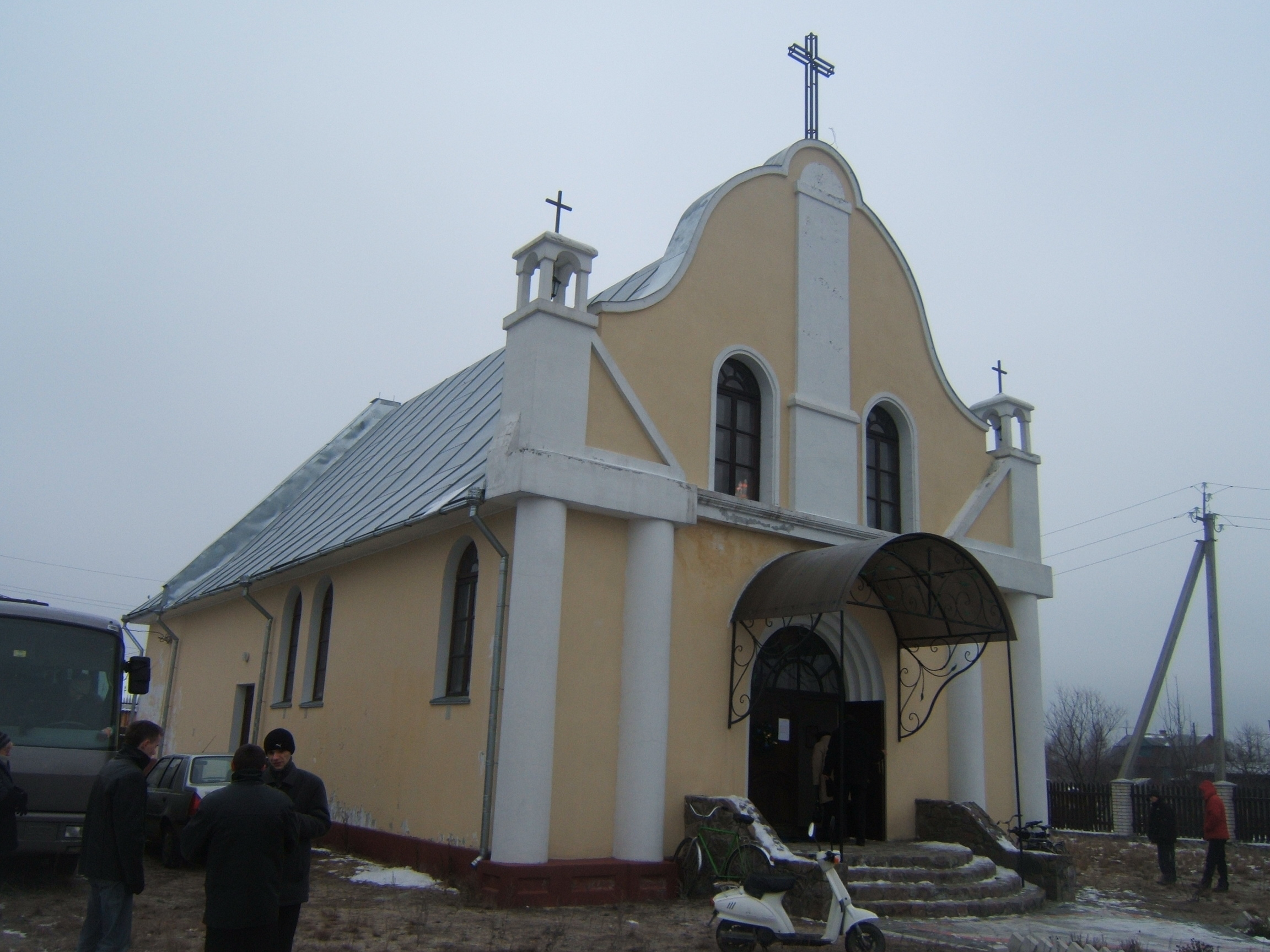
Kirche im Ort

## Geschichte
Die Siedlung entstand um 1800 herum als Teil des Gouvernements Wolhynien und somit des Russischen Zarenreiches, aber erst durch den Bau der Eisenbahnlinie wurde der Ort im Zuge des Baus eines Bahnhofs größer und übernahm den Namen des weiter nördlich liegenden gleichnamigen Dorfes Tomaschhorod.
Nach der Wiedererlangung der polnischen Unabhängigkeit und dem Ende des Polnisch-Sowjetischen Krieges gelangte Tomaschhorod als Tomaszgród im Jahr 1921 an die Republik Polen und lag hier in der Woiwodschaft Polesien (bis 1925) bzw. Woiwodschaft Wolhynien, Powiat Sarny, Gmina Klesów. Mit Ausbruch des Zweiten Weltkrieges wurde die Siedlung im Jahr 1939 jedoch im Zuge der Besetzung Ostpolens durch die Rote Armee in die Sowjetunion eingegliedert. Während des Zweiten Weltkrieges wurde Klewan zwischen 1941 und 1944 von der Wehrmacht besetzt. Nach Ende der Kriegshandlungen kam die Siedlung erneut zur Sowjetunion, 1980 wurde dem Ort der Status einer Siedlung städtischen Typs verliehen.
Im Ortsgebiet befinden sich mehrere Schotterwerke und Granitsteinbrüche.
Am 12. Juni 2020 wurde die Siedlung ein Teil der neu gegründeten Siedlungsgemeinde Rokytne im Rajon Rokytne; bis dahin bildete sie die Landratsgemeinde Tomaschhorod (Томашгородська селищна рада/Tomaschhorodska selyschtschna rada) im Westen des Rajons Rokytne.
Am 17. Juli 2020 wurde der Ort Teil des Rajons Sarny.